# 阿旺曲培

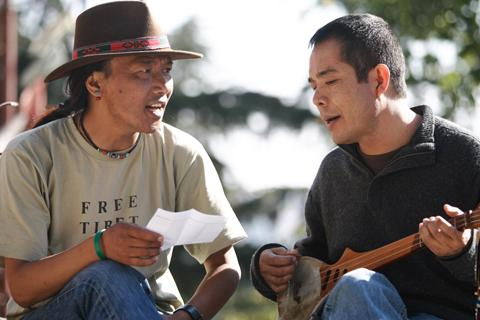
阿旺曲培（右）与朋友

阿旺曲培是一名西藏民族音乐学家、电影制作人和政治犯。他于1966年生于西藏，1968年随家人流亡印度。1993年通过富布赖特计划赴美学习民族音乐学，1994年入米德尔伯里学院学习。1995年他回到西藏，以拍摄一部关于传统歌舞的电影。同年9月被中国政府以间谍罪名逮捕，在无审讯和不得与人接触的情况下关押了14个月。1996年他被以“间谍和反革命获得”秘密判了18年徒刑。
2002年，阿旺曲培在成都保外就医。他继续摄制他的电影《歌声中的西藏》。该片在2009年圣丹斯电影节首都公映，并在世界纪录片竞赛中获得评审团特别奖。此后又获得亚美国际电影节最佳纪录片等多个国际奖项。